# 東朝鮮湾
座標: 北緯39度30分 東経127度50分 / 北緯39.500度 東経127.833度

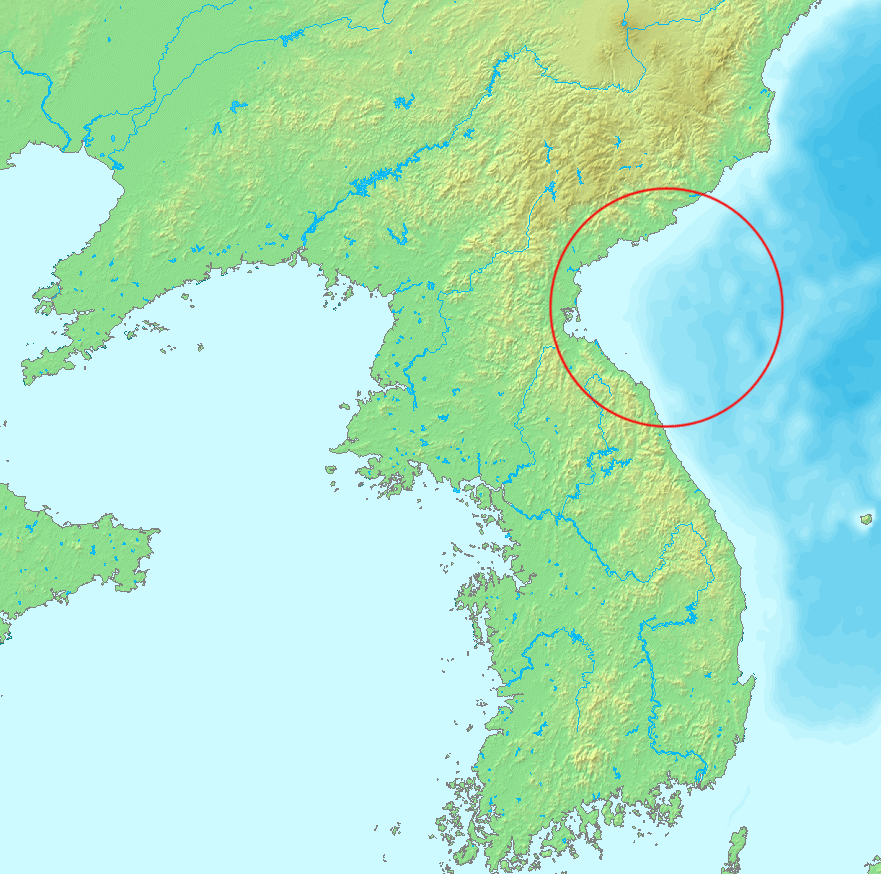
東朝鮮湾の位置

東朝鮮湾（ひがしちょうせんわん、朝鮮語：동조선만）は、朝鮮半島の北東部にある湾で、日本海西部に位置している。東に広く開けた湾であり、奥行きは約100km。支湾として永興湾や金野湾などがある。韓国では、東韓湾（トンハンマン、동한만）と呼ばれる。
沿岸は朝鮮民主主義人民共和国（北朝鮮）領であり、江原道と咸鏡南道が面している。主な港湾都市として元山市や咸興市がある。
外国の地図に於いては、East Korean GulfやGoulf de Coree, Broughton Bayなどと記載される。